# Psychotria dunstervilleorum
Psychotria dunstervilleorum är en måreväxtart som beskrevs av Julian Alfred Steyermark. Psychotria dunstervilleorum ingår i släktet Psychotria och familjen måreväxter. Inga underarter finns listade i Catalogue of Life.